# Лінгелстаун (Пенсільванія)
Лінгелстаун (англ. Linglestown) — переписна місцевість (CDP) в США, в окрузі Дофін штату Пенсільванія. Населення — 6539 осіб (2020).

## Географія
Лінгелстаун розташований за координатами 40°20′40″ пн. ш. 76°47′41″ зх. д. / 40.34444° пн. ш. 76.79472° зх. д. (40.344350, -76.794823).  За даними Бюро перепису населення США в 2010 році переписна місцевість мала площу 9,91 км², уся площа — суходіл.

## Демографія
Згідно з переписом 2010 року, у переписній місцевості мешкали 6334 особи в 2586 домогосподарствах у складі 1851 родини. Густота населення становила 639 осіб/км².  Було 2684 помешкання (271/км²).
Расовий склад населення:
| - 91,1 % — білих - 4,2 % — чорних або афроамериканців - 2,0 % — азіатів - 0,2 % — корінних американців |

До двох чи більше рас належало 1,9 %. Частка іспаномовних становила 2,5 % від усіх жителів.
За віковим діапазоном населення розподілялося таким чином: 20,7 % — особи молодші 18 років, 63,8 % — особи у віці 18—64 років, 15,5 % — особи у віці 65 років та старші. Медіана віку мешканця становила 44,3 року. На 100 осіб жіночої статі у переписній місцевості припадало 92,9 чоловіків;  на 100 жінок у віці від 18 років та старших — 88,9 чоловіків також старших 18 років.
Середній дохід на одне домашнє господарство  становив 81 364 долари США (медіана — 68 719), а середній дохід на одну сім'ю — 90 490 доларів (медіана — 76 875). Медіана доходів становила 54 708 доларів для чоловіків та 41 708 доларів для жінок. За межею бідності перебувало 7,2 % осіб, у тому числі 16,6 % дітей у віці до 18 років та 0,0 % осіб у віці 65 років та старших.
Цивільне працевлаштоване населення становило 3379 осіб. Основні галузі зайнятості: освіта, охорона здоров'я та соціальна допомога — 18,7 %, науковці, спеціалісти, менеджери — 16,5 %, публічна адміністрація — 13,4 %, фінанси, страхування та нерухомість — 12,4 %.